# The Mutant Chronicles
Pour plus de détails, voir Fiche technique et Distribution.
The Mutant Chronicles (Mutant Chronicles) est un film de science fiction britannico-américain réalisé par Simon Hunter, sorti en 2008. Il s'inspire très librement du jeu de rôle Mutant Chronicles.

## Synopsis
Dans le passé, une machine venue de l'espace atterrit et transforme les humains en mutants. Un puissant guerrier est parvenu à unir les humains pour avoir le dessus sur cette machine qu'ils ont ensevelie. En 2707, quatre mégacorporations, Bauhaus, Capitol, Impérial et Mishima s'affrontent dans une interminable guerre de tranchées pour prendre le contrôle du peu de ressources naturelles restantes. Capitol contrôle l'Amérique et l'ouest de l'Europe. Impérial contrôle l'Océanie et le sud-est de l'Afrique. Mishima possède l'est de l'Asie. Bauhaus dirige l'est de l'Europe, le nord-ouest de l'Afrique et l'ouest de l'Asie. Sur le front européen entre Bauhaus et Capitol, au cours d'une bataille, les tirs d'artillerie tombant dans le no man's land mettent au jour la machine. Celle-ci se réactive et il en sort des humains mutants. Les mutants sont rapides, agressifs, furtifs et très difficile à mettre hors de combat. Ils attaquent les soldats qui sont rapidement vaincus. Les mutants emportent les cadavres dans la machine où ils sont transformés en mutants. Les mutants de plus en plus nombreux, semblent invincibles. Face à l'urgence de la situation, les quatre corporations unissent leurs forces en oubliant leurs conflits. Les mutants partent à la conquête de la Terre. Le frère Samuel dirige l'ordre religieux gardien du livre racontant les chroniques du passé et la prophétie. Il part rencontrer les ambassadeurs des quatre corporations pour les convaincre de lui confier une équipe des vingt meilleurs soldats pour constituer un commando qui va s'introduire dans la machine pour la détruire. Les humains privilégiés sont évacués vers Mars, les autres sont abandonnés à une mort certaine. Les billets d'embarquement dans les vaisseaux spatiaux sont si convoités qu'un marché noir se développe. Les soldats organisant l'embarquement dans les vaisseaux spatiaux profitent de la situation pour racketter la population désespérée.

## Fiche technique
- Réalisation : Simon Hunter
- Scénario : Philip Eisner (en)
- Musique originale : Richard Wells (en)
- Genre : Action, Aventure, Horreur, Science-Fiction
- Durée : 111 minutes
- Dates de sortie et diffusion télévisée : 
  -  Russie : 7 août 2008
  -  Royaume-Uni : 10 octobre 2008
  -  Canada : 22 octobre 2008 (au festival After Dark de Toronto)
  -  États-Unis : 27 mars 2009 (première diffusion télévisée sur Sci-Fi)
  -  Belgique : 10 avril 2009 (au festival international du film fantastique de Bruxelles)
  -  États-Unis : 24 avril 2009 (sortie limitée au cinéma sur deux écrans)
  -  États-Unis : 4 août 2009 (sortie DVD)

- Interdit aux moins de 12 ans

## Distribution
- Thomas Jane (VF : Patrice Baudrier) : Sergent John Mitchell « Mitch » Hunter
- Ron Perlman (VF : Marc Alfos) : Frère Samuel
- Devon Aoki : Caporal Valerie Duval
- Benno Fürmann : Lieutenant Maximilian von Steiner
- Sean Pertwee (VF : José Luccioni) : Nathan Rooker
- John Malkovich  (VF : Edgar Givry) : Constantine
- Anna Walton : Severian
- Luis Echegaray : Caporal Jesus « El Jesus » Alessandro Domingo de Barrera
- Shauna Macdonald : Adélaïde
- Tom Wu : Caporal Juba Kim Wu
- Steve Toussaint  (VF : Jean-Paul Pitolin) : Capitaine John Patrick McGuire
- Roger Ashton-Griffiths : Science Monk
- Curtis Walker (en) : Bigboy

## Accueil

### Accueil critique
Sur l'agrégateur américain Rotten Tomatoes, le film récolte 18 % d'opinions favorables pour 34 critiques.